# Charles Naudin
Pour les articles homonymes, voir Naudin.
Ne doit pas être confondu avec Charles Nodier.
Charles Victor Naudin, né le 14 août 1815 à Autun, mort le 19 mars 1899 à Antibes, est un biologiste et botaniste français.

## Biographie
Il fait ses études à Bailleul-sur-Thérain, en 1825, puis à Limoux, diplômé de  l'Université de Montpellier en 1837, il est précepteur en 1838, et obtient son doctorat en 1842 en Biologie. Il enseigne jusqu'en 1846, date à laquelle il rejoint l'herbularius du Muséum national d'histoire naturelle. Il collabore avec Auguste de Saint-Hilaire lorsque ce dernier travaille à la publication de la flore brésilienne. Il introduit en France les premières graines de Jubaea chilensis.
Il enseigne au lycée Chaptal comme professeur de zoologie mais une maladie neurologique le laisse sourd. Il devient alors aide naturaliste en 1854 et se marie en 1860 avec Anne Marie Constance Paucout. Il entre à l'Académie des sciences en 1863 où il succède à Horace Bénédict Alfred Moquin-Tandon.
Charles Naudin s'installe à Collioure (Pyrénées-Orientales) en 1869 et y organise un jardin privé expérimental. Il y réalise également durant dix ans la première étude complète du climat local.
En 1878, il est désigné directeur du jardin botanique de la Villa Thuret d'Antibes (actuel laboratoire de l'INRAe) mais perd la vue. Il travaille en étroite collaboration avec Jacques Nicolas Ernest Germain de Saint-Pierre.
Malgré son état de santé, il dirige des travaux sur l'hybridation et l'acclimatation des plantes en vue de l'obtention de nouvelles espèces. Il étudie l'hérédité, la flore du Brésil et décrit une vingtaine de variétés de potirons vers 1860.
Charles Darwin et Gregor Mendel étudièrent ses travaux. Il est considéré comme un des précurseurs de la génétique moderne.[réf. souhaitée]

## Œuvres

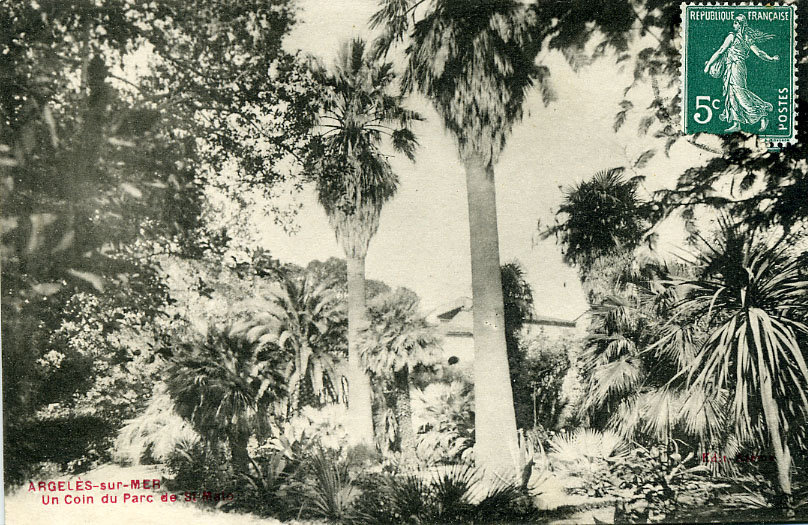
Les deux Washingtonias plantés par Charles Naudin à la Villa Saint Malo (Argelès).

Son ouvrage majeur est Mémoire sur les hybrides du règne végétal, inséré dans le Recueil des savants étrangers, et grâce auquel il obtient le grand prix de botanique de l'Institut en 1862. L'étude des phénomènes héréditaires selon ses conceptions est connue sous le nom de naudinisme : les espèces doivent se former de la même manière que nos variétés cultivées. Et Naudin attribue la formation de celles-ci à la sélection systématique de l’homme ; mais il n’explique pas comment la sélection agit à l’état de nature.
Il s'intéresse à la systématique des plantes, notamment des courges. Charles Naudin établit, contrairement à l'opinion généralement admise, la non-permanence des hybrides. Le botaniste a aussi publié une série de mémoires traitant de l'espèce, des influences cosmiques et a publié de nombreux articles dans la Revue horticole. Il a collaboré à divers traités et recueils d'agriculture, d'horticulture, publiés entre autres chez Jules Rothschild.
Son Manuel de l'acclimateur (Paris, 1888) est une référence pour les acclimateurs de la Côte d'Azur au XIXe siècle. Lors de son séjour à Collioure, il participe aux plantations de palmiers de la villa Saint Malo du baron de Vilmarest à Argelès-sur-Mer et notamment des deux Washingtonias.

## Source
- Denis Grivot, Autun, Lescuyer, Lyon, 1967, p. 309
- Thèse de Doctorat de Charles Naudin, en 1842

Naudin est l’abréviation botanique standard de Charles Naudin.
Consulter la liste des abréviations d'auteur en botanique ou la liste des plantes assignées à cet auteur par l'IPNI, la liste des champignons assignés par MycoBank, la liste des algues assignées par l'AlgaeBase et la liste des fossiles assignés à cet auteur par l'IFPNI.